# Incorrigibles
Les « incorrigibles » sont, pendant la seconde guerre des Boers, les prisonniers de guerre des camps de concentration de l'Empire britannique ayant une nationalité étrangère, et que l'on distingue ainsi des détenus boers à proprement parler. À Diyatalawa, le plus grand des camps de Ceylan, ils formaient « une bande d'aventuriers de toutes origines sociales allant du comte au forçat, représentant vingt-quatre nationalités différentes ». Parmi eux, il y avait notamment des Américains, des Autrichiens, des Belges, des Norvégiens, des Russes, des Espagnols, des Français, des Allemands, des Grecs, des Italiens, des Portugais et des Suédois.